# ДП «Електронмаш»
ДП «Електронмаш» (колишня назва - Київський НВО «Електронмаш») - завод, що існував в Києві з 1965 до 2023 року.
В певний період був найбільшим в СРСР підприємством з виробництва ЕОМ.

## Історія
У 1960 році на київському заводі «Радіоприлад» (організація п/с 62) почалося виробництво обчислювальних машин. Першими цифровими машинами, виробництво яких було освоєно на п/с 62, стали УМШН «Дніпро» та ЕМРТ «Каштан» (електронна машина для розрахунку тканин). 1 січня 1965 року на базі окремих підрозділів заводу «Радіоприлад» було створено Київський завод управляючих та обчислювальних машин (ВУМ). До складу заводу ВУМ було передано виробничий корпус, що будувався (в той час), на окремому виробничому майданчику, три цехи — механічний, оздоблювальний, складальний і спеціальне конструкторське бюро. Чисельність новоствореного заводу ВУМ на той час становила 460 осіб. Почав роботу в тому ж році  і в 1972 перетворений на Науково-виробниче об'єднання «Електронмаш», ставши в короткий термін лідером  у Радянському Союзі з виробництва засобів обчислювальної та управляючої техніки, також освоїв і масовий випуск дискет . 
З 1990 року генеральний директор НВО "Електронмаш" Віктор Іванович Мова. З 1998 року підприємство зареєстровано як ДНВП «Електронмаш». У 2016 році перейменовано в ДП «Електронмаш».

### Приватизація
У 2021 році фонд державного майна (ФДМУ) виставив на приватизацію майновий комплекс ДП "Електронмаш" за стартовою ціною 66,7 млн грн. Аукціон мав відбутися 12 листопада 2021, повідомила пресслужба ФДМУ. 12 листопада 2021 р. майновий комплекс київського "Електронмашу" продано за 970 млн. грн. В аукціоні взяли участь 22 учасники. Змагання відбувалося між двома підприємствами: ТОВ "Стрім Капітал" та ТОВ "Лортен Груп". Остання перемогла з відривом у 1 копійку. Але у результаті компанія не підписала договір купівлі-продажу, і завод знову виставили на торги. 27 січня 2022 року майновий комплекс "Електронмашу" могло бути продано за 430 млн. грн. У торгах взяло участь 5 компаній. Стартова ціна становила 65,6 млн. грн, та аукціон визнали таким, що не відбувся.
29 травня 2023 року був остаточно проданий за 120 млн. грн. У торгах взяло участь 6 підприємців. Окрім суми аукціону, переможцю також необхідно сплатити ПДВ 24,2 млн. грн., а також борги підприємства 23 млн. грн. Найвищу ставку запропонувала компанія "Інком рент", яка займається нерухомістю. З 20 грудня 2023 року нові власники розпочали процес припинення діяльності підприємства. Припускається, що територія Електронмаша площею 13,7 га, може бути використана для розширення ТРЦ Promenada Park, який розташовано поруч.

## Керівники
- А. Ф. Незабітовський (1965 - 1986)
- А. Г. Назарчук (1986 - 1990)
- В. І. Мова (1990 - 2018) [14]
- С.М. Єфіменко (2018 - 2018)
- Д.В. Бондарчук (2018 – 2018)
- В.Г. Володін (2019 - 2019)
- Ю.І. Волошин (2019 - 2019)
- О.Ю. Плотніков (2019 - 2023) [15]

## Продукція
- 1965 р. - освоєно виробництво перших в СРСР машин на напівпровідникових приладах УМШН «Дніпро» та ЕМРТ «Каштан».
- 1970 р. - освоєно випуск перших моделей Агрегатованої системи засобів обчислювальної техніки (М3000).
- 1973 р. - освоєно випуск управляючого обчислювального комплексу М4030.
- 1974 р. - освоєно випуск ЕОМ М6000 и М400.
- 1977 р. - випуск управляючого комплексу М4030-1.
- 1978 р. - розпочато випуск моделей міжнародної системи малих ЕОМ - СМ ЕОМ, освоєно виробництво СМ3.
- 1979 р. - розпочато випуск чергової моделі СМ ЕОМ - СМ4.
- 1981 р. - розпочато випуск міні-ЕОМ СМ1800.
- 1983 р. - освоєно випуск нової моделі системи СМ ЕОМ - М1420
- 1985 р. - освоєна нова модель СМ ЕОМ - СМ1420-1.
- 1986 р. - завершена розробка СМ1425.
- 1987 р. - розпочато виробництво нової моделі СМ ЕОМ для експлуатації в важких промислових умовах СМ1814.
- 1988 р. - розроблені персональні комп'ютери "Пошук-1" та "Нивка".
- 1989 р. - завершено розробку управляючого обчислювального комплексу СМ1702, розпочато випуск СМ1425.
- 1990 р. - розпочато виробництво навчально-інформаційного комплексу УИК-1.
- 1990 р. - розпочато виробництво ПК «Нивка» (СМ1820).
- 1991 р. - розробка ЕОМ "Пошук-2" та УИК-2, початок серійного виробництва СМ1702.
- 1992 р. - початок виробництва УИК-2.
- 1993 р. - освоєно масове серійне виробництво електронних касових апаратів "ЕРА" та механізмів друку для них.
- 2013 р. - освоєно виробництво апарату для електростимуляції з біокеруванням ТРЕНАР-01[16].
- 2014 р. - освоєно серійне виробництво нової моделі ЕККА ГНОМ 302.05[17].

## Структура підприємства
В склад підприємства входили:
- науково-технічний комплекс (розробка продукції);
- складально-регулювальний комплекс (виготовлення виробів електронної техніки та їх складових частин: монтаж радіоелементів, лазерне гравірування, регулювання, випробування);
- механічний комплекс (токарні, фрезерувальні, шліфувальні, оптико-шліфувальні, штампувальні, свердлувальні, слюсарні, координатно-розточні, гравірувальні роботи, електроерозійна обробка деталей та термообробка металів);
- цех з виробництва друкованих плат 5 класу якості;
- цех переробки пластмас (виготовлення деталей із пластмас і алюмінієвих сплавів);
- цех гальванічного покриття (нанесення гальванічних і лакофарбових покриттів);
- контрольно-випробувальний центр (повний цикл випробувань продукції).